# Carcharhinus amblyrhynchoides

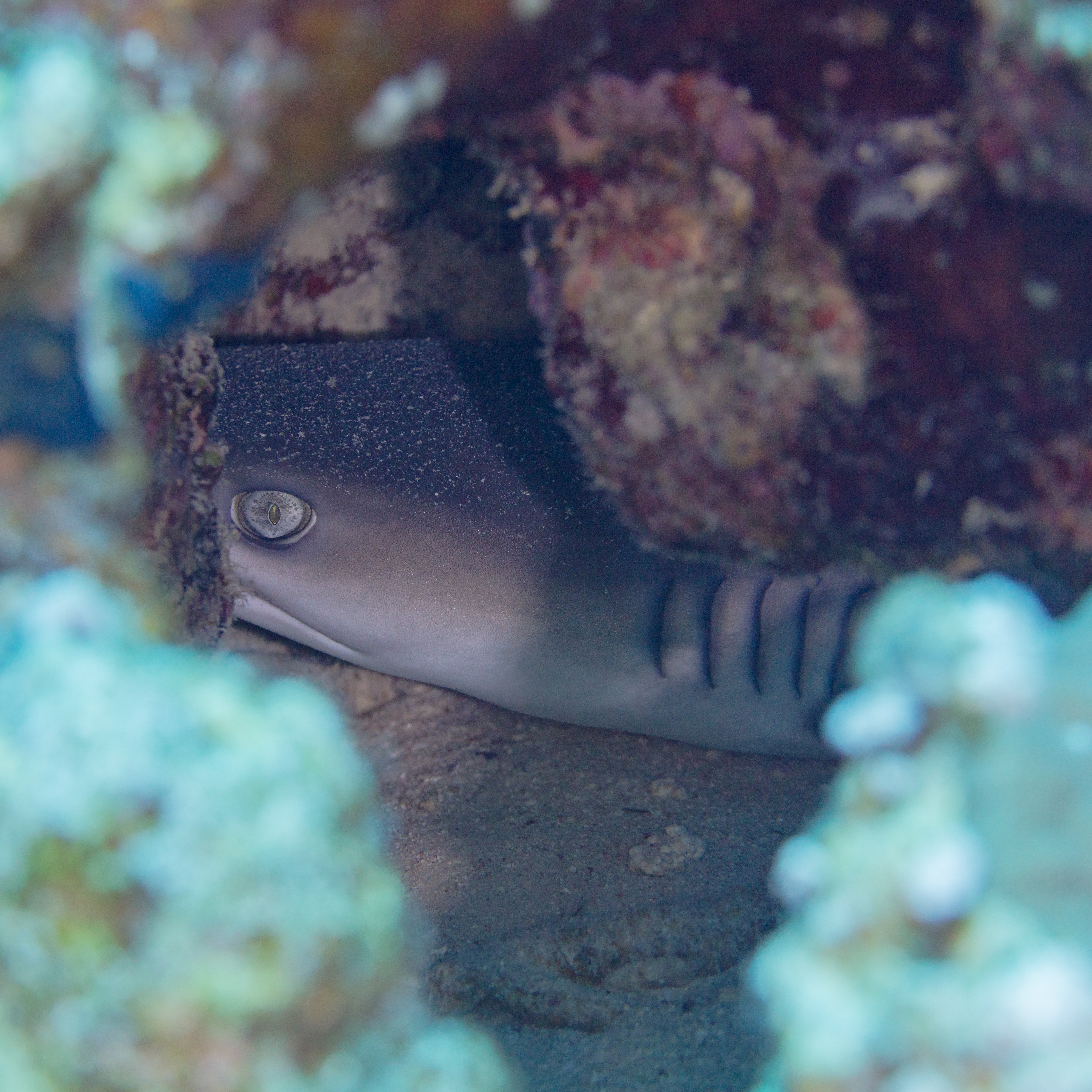
Ejemplar oculto en un arrecife.

El tiburón grácil (Carcharhinus amblyrhynchoides) es una especie de elasmobranquio carcarriniforme de la familia Carcharhinidae

## Morfología
Los machos pueden alcanzar los 161cm de longitud.

## Distribución geográfica
Se encuentra en el Golfo de Adén, el suroeste de la India, Sri Lanka, el Golfo de Tailandia, Filipinas, Vietnam, Indonesia, Papua Nueva Guinea i Australia.